# Gabriel García Maroto
Gabriel García Maroto (La Solana (Ciudad Real), Castella la Manxa, 1889 - Mèxic, 1969) fou un pintor, impressor i escriptor espanyol pertanyent a la Generació del 27, pare del pintor José García Narezo (Madrid, 1922 - Mèxic, 1994) i del poeta i polític Gabriel García Narezo (Barcelona, 1916 -).

## Biografia
De família d'impressors, la seva formació modernista pot seguir-se repassant els llibres de poesia, teoria i crítica artística que va publicar entre 1910 i 1920. El 1910 va participar en l'Exposició Nacional de Belles arts i va viatjar a Itàlia gràcies a una beca. El 1919 va prendre part en l'Exposició Internacional de Pintura i Escultura de Bilbao i va celebrar una individual a l'Ateneo de Madrid; en el catàleg cita José Ortega y Gasset i parla de la seva admiració per Paul Cézanne, "el gust per les harmonies fondes i penetrants i l'amor pel color i la forma purs". El 1920 va pintar una sèrie d'interessants llenços postcubistrs i de temàtica suburbial madrilenya. El 1922 va tornar a exposar en l'Ateneu al costat de Cristóbal Ruiz, Javier Winthuysen i Rafael Barradas; aquest últim va exercir una certa influència sobre ell i el va retratar al costat de Federico García Lorca, que era el seu amic i al que va pagar i va editar en la seva pròpia impremta el Libro de poemas de 1921.
A partir de llavors es va apropar en la seva pintura i sobretot en les seves il·lustracions als postulats de l'Avantguarda, de la qual es va convertir en un dels principals activistes. De les seves premses van sortir la revista de Juan Ramón Jiménez Índice, el ja esmenat Libro de poemas (1921) de Lorca, Espigas, de Luis de la Jara, l'antologia de Poemes de Milosz traduïda per Augusto d'Halmar i el Poema del campo (1925) de José María Hinojosa. El 1923 exposà al Saló de la Veda de Palma, dedicant l'exposició a la memòria de Darío de Regoyos; en el catàleg, luxosament editat, va incloure una sèrie de proses i poemes seus de temàtica mallorquina. El 1925 va exposar a Madrid, Barcelona i Bilbao, i va ser un dels signants del Manifiesto del Salón de Artistas Ibéricos, desencadenant de l'exposició del mateix nom. Al llarg dels anys vint va publicar una sèrie de preciosos llibres de dibuixos: Madrid visto por un pintor, 37 escorzos, Temas para cuadros futuros (Madrid, Revista de Occidente, 1925), Toledo visto por un pintor, 40 escorzos, Temas para cuadros futuros (Madrid, Revista de Occidente, 1925), Andalucía vista por el pintor Maroto, 105 dibujos y 25 glosas (Nadrid, Biblos, 1927), La España Mágica (Madrid: Biblioteca Acción, 1927), Verbena de Madrid (Madrid: La Gaceta Literaria, 1927), Jesús entre nosotros (Madrid: Biblioteca Acción, 1927). En aquests llibres afirma el seu estil en forma d'un postcubismr de fortes ressonàncies populars, molt personal malgrat la influència de Vázquez Díaz i Barradas. Un bon resum d'aquesta època és el llibre 65 dibujos, grabados y pinturas con una autocrítica y diferentes opiniones acerca de este pintor (Madrid: Biblos, 1927).
Fou col·laborador gràfic de revistes com La Esfera ' d'altres més específicament literàries, com La Gaceta Literaria (de la que en dibuixà l'anagrama i la capçalera), Martín Fierro, Nueva España, Revista de las Españas i Revista de Occidente. No col·laborà a Litoral, però els seus redactors van tenir el projecte d'una carpeta de dibuixos andalusos seus. Juntament amb Ángel Pumarega (exfundador de la Unión Cultural Proletaria el 1922 i futur redactor de Mundo Obrero), fundà l'editorial Biblos, on a més d'alguns dels seus llibres de dibuixos ja esmentats va publicar l'Almanaque de las Artes y las Letras para 1928, compendi del millor de l'Espanya del seu temps, i la seva utopia La Nueva España 1930 (1927), on sota la forma d'una suposada crònica de l'Espanya de l'any al·ludit en el seu títol traça un programa de reformes. Va fer la coberta de La espuela de Francisco Arderíus i el retrat de Mauricio Bacarisse a El paraíso desdeñado (1928).
El 1926 pronuncià, en el marc de l'Exposición de Joven Pintura Mexicana, mostra dels alumnes de Ramos Martínez, una conferència recollida en el fulletó La revolución artística mexicana. Una lección (Madrid: E. Giménez, 1926). El 1927, després d'exposar en la Unió Iberoamericana de Madrid, va marxar precisament a Mèxic, del que era originària la seva esposa, Amelia Narezo. En el primer número de Contemporáneos, la coberta del qual va dissenyar, publicà un polèmic article sobre Diego Rivera. Fruit d'aquesta estança són els llibres Veinte dibujos mexicanos (Madrid: Biblioteca Acción, 1928), ressenyada a Contemporáneos per Celestino Gorostiza, les seves il·lustracions per a Crucero (1928) de Genaro Estrada, i per a España fiel (México, Cultura, 1928) de Manuel Gómez Morín i el monumental 6 meses de acción artística popular (Morelia, Edición del Estado de Michoacán, 1932), on recull la seva experiència a les escoles d'aquell estat, el governador del qual era llavors el futur president Lázaro Cárdenas del Río. Durant l'any 1930 va residir a Nova York, des d'on va col·laborar en Bolívar i on va rebre Federico García Lorca, i a l'Havana, on va col·laborar a Bohemia i Revista de Avance; com a resultat d'aquest segon viatge sorgí el seu àlbum de vint xilografies Cuba (La Habana, 1931). El 1934 va tornar a Espanya, reassentant el fruit del seu treball a la mostra "Seis años de Acción Artística en América 1927-1934", que se celebrà en el Museo de Arte Moderno, i amb motiu de la qual li dedicà una doble plana Gaceta de Arte, amb texts d'Ángel Ferrant i Guillermo de Torre, entre d'altres. Trobem la seva signatura a l'Almanaque literario 1935.
Després de la Guerra Civil espanyola, en la qual va ser membre de la directiva de la Asociación de Intelectuales Antifascistas para la Defensa de la Cultura i va dirigir el servei de propaganda del Ministeri d'Instrucció Pública, pel qual va ordenar el quadern Los dibujantes en la guerra de España (Madrid-Valencia, Ediciones Españolas, 1937), va tornar a Mèxic, entorn de la cultura del qual va publicar diversos llibres, especialment destacable el titulat Arquitectura popular de México (México, 1954).

## Obres
- Teoría de las artes nobles. Elementos de Filosofía e Historia. Madrid: Imprenta de Rogelio de la O / Librería Fernando Fe, s. a. (1912).
- La caravana pasa: libro escrito para alivio de caminantes, solaz de mozas enamoradas y entretenimiento de pícaros y hampones, por el pintor Gabriel García Maroto... Madrid: Imprenta de Rogelio de la O., 1912.
- El año artístico. Relación de sucesos acaecidos al arte español en el año mil novecientos doce. Corregidos y comentados.... Madrid: Imprenta de José Fernández Arias, 1913.
- Federico Beltrán y la Exposición Nacional de Bellas Artes de MCMXV. Madrid: Imp. Española, 1915.
- Madrid visto por un pintor
- 37 escorzos
- Temas para cuadros futuros (Madrid, Revista de Occidente, 1925)
- Toledo visto por un pintor
- 40 escorzos
- Temas para cuadros futuros (Madrid, Revista de Occidente, 1925)
- Andalucía vista por el pintor Maroto. 105 dibujos y 25 glosas Madrid: Ediciones Biblios, 1927.
- 105 dibujos y 25 glosas (Nadrid, Biblos, 1927)
- La España Mágica (Madrid: Biblioteca Acción, 1927)
- Verbena de Madrid (Madrid: La Gaceta Literaria, 1927)
- Jesús entre nosotros, con 33 dibujos en color de Maroto. Textos del Evangelio según la versión del Padre Petit (Madrid: Biblioteca Acción, 1927).
- 65 dibujos, grabados y pinturas con una autocrítica y diferentes opiniones acerca de este pintor (Madrid: Biblos, 1927).
- Galería de los poetas nuevos de México [Nueva antología de poetas mexicanos]. Selección y grabados de G. G. M. Madrid: La Gaceta Literaria, 1928.
- Nueva Antología de Poetas Mexicanos (González Rojo, J. Gorostiza, Maples Arce, Salvador Novo, Ortiz de Montellano, Owen, Pellicer, Torres Bodet, Villaurrutia). Selección y grabados de G. G. M. Madrid: La Gaceta Literaria, 1928
- La revolución artística mexicana. Una lección (Madrid: E. Giménez, 1926).
- La Nueva España 1930. Resumen de la vida artística española desde el año 1927 hasta hoy (Madrid: Biblos, 1930). Hay ed. facsímil (Madrid: Tecnos, 1988).
- 6 meses de acción artística popular (Morelia, Edición del Estado de Michoacán, 1932)
- Los dibujantes en la guerra de España (Madrid-Valencia, Ediciones Españolas, 1937)
- El valle de México. II Texto y fotografías. México: Publicaciones Hora de México, 1941. * Arquitectura popular de México (México, 1954).
- Hombre y Pueblo. 1. México: Hora de México, s. a.